# Luigi Vannicelli Casoni
Luigi Vannicelli Casoni (ur. 16 kwietnia 1801 w Amelii, zm. 21 kwietnia 1877 w Rzymie) – włoski kardynał.

## Życiorys
Pochodził ze szlacheckiej rodziny, był synem hrabiów Giovanniego Vannicelli i Marii Casoni. Studiował w seminarium w Terni, a następnie filozofię i teologię w Rzymie. Po przyjęciu święceń kapłańskich 18 grudnia 1829, rozpoczął pracę w Kurii Rzymskiej i został referendarzem Najwyższego Trybunału Sygnatury Apostolskiej, konsultorem Kongregacji ds. Biskupów i Zakonników i protonotariuszem apostolskim. Następnie był wicelegatem w Rawennie (1836) i Bolonii (1838). 13 września 1838 został gubernatorem Rzymu i wicekamerlingiem.
23 grudnia 1839 został kreowany kardynałem in pectore. Jego promocja została ogłoszona 24 stycznia 1842 i otrzymał on tytuł prezbitera S. Callisto. Następnie ponownie został legatem, najpierw w Forli (1839-1842), a potem w Bolonii (1844-1845). Wraz z kardynałami Gabrielem della Genga Sermattei i Lodovico Altierim sprawował rządy w Rzymie, podczas pobytu Piusa IX w Gaecie, od lipca 1849 do kwietnia 1850. 20 maja 1850 został wybrany arcybiskupem Ferrary. Sześć dni później przyjął sakrę. W latach 1870 do 1877 był prodatariuszem apostolskim.